# Kathagenberg
Der Kathagenberg ist ein Naturschutzgebiet in der niedersächsischen Gemeinde Fürstenberg in der Samtgemeinde Boffzen im Landkreis Holzminden.
Das Naturschutzgebiet mit dem Kennzeichen NSG HA 111 ist 18 Hektar groß. Es grenzt im Nordosten und Südosten an das Landschaftsschutzgebiet „Solling-Vogler“. Es steht seit dem 11. September 1986 unter Naturschutz. Zuständige untere Naturschutzbehörde ist der Landkreis Holzminden.

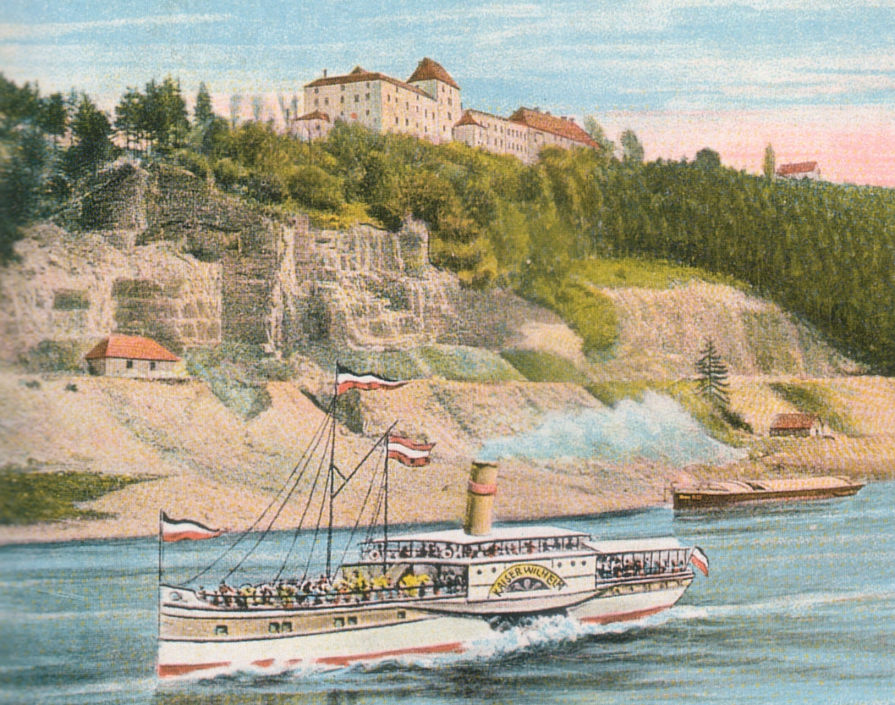
Blick von der Weser auf den Kathagenberg mit dem Schloss Fürstenberg und Steinbrüchen um 1910

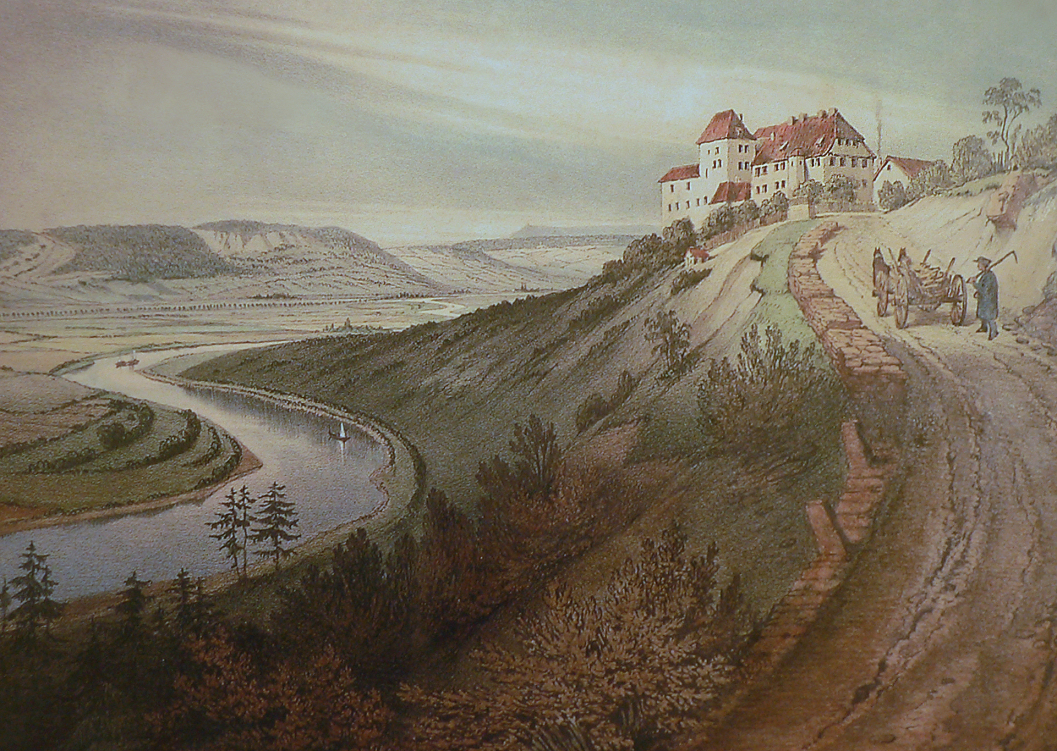
Schloss Fürstenberg und der Kathagenberg, etwa 18. Jahrhundert

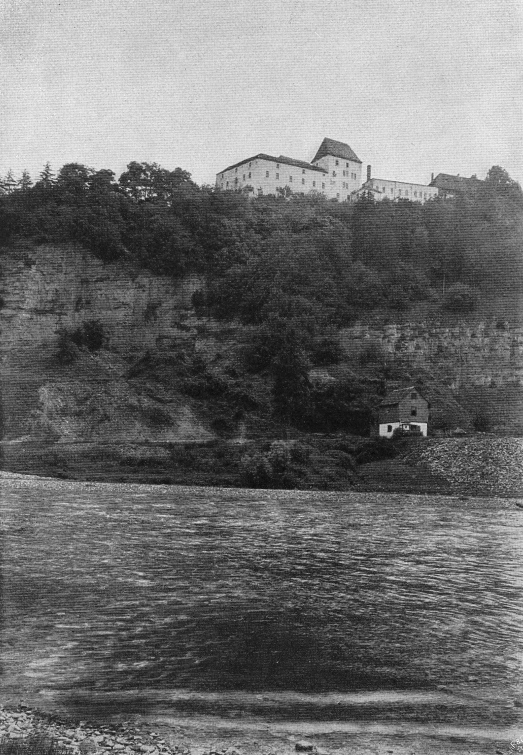
Schloss Fürstenberg oberhalb der Weser, Foto von 1909

Das Naturschutzgebiet liegt westlich von Fürstenberg am Rand des Naturparks Solling-Vogler. Es stellt einen nach Südwesten exponierten Prallhang der Weser unter Schutz, der von hervortretenden Felsformationen geprägt wird. Der Prallhang ist von Buchenwald bestanden, bei dem es sich im nördlichen Bereich teilweise um alten Niederwald handelt, der nach Süden in Hochwald mit Alt- und Totholzbeständen übergeht. Vorherrschende Baumarten sind Rotbuche, Eiche, Esche, Bergahorn, Roteiche, Hainbuche und Elsbeere.
Im Übergangsbereich von Nieder- zum Hochwald sind vier aufgelassene Buntsandsteinbrüche zu finden, die ihrer natürlichen Entwicklung überlassen werden.
Durch einen Teil des Naturschutzgebiets und seine Umgebung verläuft ein Wanderweg.

## Sonstiges
An der Hangkante oberhalb des Naturschutzgebiets liegt das Schloss Fürstenberg mit der Porzellanmanufaktur Fürstenberg.